# Invasion mongole en Géorgie
Conquêtes mongoles
L'invasion mongole en Géorgie est un ensemble d'expéditions organisées au XIIIe siècle par l'empire Mongol contre le royaume de Géorgie, un état dont la superficie correspond à l'actuelle Géorgie, à l'Arménie et une grande partie du Caucase. Cette invasion commence en 1220, lorsque les généraux mongols Subötaï et Djebé pénètrent dans les terres géorgiennes pour poursuivre le Chah Ala ad-Din Muhammad, lors de l'invasion mongole de l'empire Khorezmien et s'achève en 1243 avec la soumission de la Géorgie à l'empire mongol.

## Situation avant le début de l'invasion

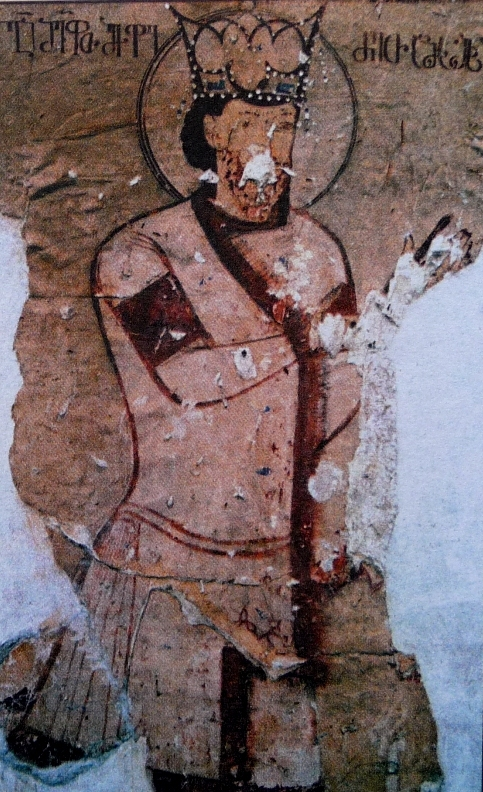
Le roi Lacha George IV.

Lorsque les Mongols arrivent dans la région, le roi Georges IV de Géorgie (Lacha Georges), le fils de Tamar de Géorgie se prépare pour défendre la terre sainte et partir en croisade, ce qui retient fortement son attention. Visiblement le royaume de Géorgie n'a pas prêté attention au grand risque que représentent les Mongols. Djebé et Subötaï, deux des meilleurs généraux de Gengis Khan, sont déjà dans les environs de l'Azerbaïdjan et de l'Iran au début de l'hiver 1220, alors que s'achève l'invasion mongole de l'empire khorezmien.

## Première invasion mongole en Géorgie
Djebé et Subötaï sont arrivés dans cette région en poursuivant le Chah Ala ad-Din Muhammad, le roi de l'empire khorezmien, qui s'est réfugié sur les bords de la mer Caspienne après avoir fui devant l'avancée des Mongols. Après la mort du Shah et avec l'accord de Gengis Khan, les deux généraux mongols partent explorer la région et, en 1220, atteignent la rivière Araxe, qui correspond alors à la frontière géorgienne. Ils s’introduisent dans le saeristavo dirigé par Waram Gagel en traversant la rivière. Face à eux se trouve le roi Georges IV a la tête d'une armée composée de 60 000 soldats géorgiens et arméniens. La bataille commence bien pour les Géorgiens qui repoussent les Mongols, mais ces derniers se regroupent, attirent leurs ennemis dans un piège en feignant de se replier, et finalement leur infligent une cuisante défaite. Le roi Georges lui-même est blessé au torse durant les combats. Malgré cette première victoire, les Mongols ne restent pas en Géorgie et repartent vers Murani pour passer l'hiver.
Les Géorgiens voient ce repli des Mongols comme une victoire, mais ils sont conscients du risque. En prévision de leur retour, le roi de Géorgie envoie des ambassadeurs en Azerbaïdjan et vers les autres principautés voisines pour leur proposer d’allier leurs forces afin de s'opposer aux Mongols. Lorsque ces derniers apprennent cela, ils décident d'attaquer rapidement, avant que l'alliance soit scellée.

## Deuxième invasion mongole en Géorgie
C'est ainsi qu'au début de l’année 1221, les troupes mongoles se dirigent a nouveau vers la Géorgie et rencontrent l'armée géorgienne à proximité de Tbilissi, lors de la bataille de Bardav. Le combat est indécis et se termine par une difficile victoire des Mongols. Épuisés et décimés, les vainqueurs se replient en direction de la mer Caspienne. En chemin, ils prennent, pillent et rasent les villes de Maragha, Hamadan, Nakhitchevan et d'autres cité de l'actuel Azerbaïdjan. Une fois arrivé sur les bords de la Caspienne, ils partent ensuite vers le nord et attaquent les Alains, dont ils obtiennent la soumission. Ils attaquent ensuite les Coumans, qui s'allient aux princes de la Rus' de Kiev. Cette alliance est vaincue en 1223 lors de la bataille de la Kalka. Les Mongols repartent alors vers l'Asie centrale. Le roi Georges IV de Géorgie décède peu de temps après, le 18 janvier 1223, peut-être des suites de sa blessure à la poitrine. Comme il n'a pas d'enfant, c'est sa sœur cadette, Rousoudan Ire de Géorgie qui lui succède.
Les attaques de 1220 et 1221 surprennent tellement les Géorgiens qu'ils ne savent même pas contre qui ils se battent. Ainsi, un chroniqueur de l'époque qui rapporte le déroulement des combats est incapable de nommer les envahisseurs. Il faudra plusieurs années aux Géorgiens pour avoir des renseignements fiables sur leurs ennemis. Ainsi, en 1223, alors que la menace mongole semble s'éloigner provisoirement, la reine Rousoudan écrit une lettre au pape Honorius III. Elle lui demande son aide, car elle présume que les Mongols sont des Chrétiens puisqu'ils combattent les Musulmans. Ce n'est que plus tard que les Géorgiens comprennent qu'ils ont affaire à un peuple païen.

## Troisième invasion et conquête mongole de la Géorgie
Après la deuxième invasion mongole, la Géorgie se retrouve prise dans un conflit dévastateur avec Jalal ad-Din. Fils de feu Ala ad-Din Muhammad, l'ancien Chah de l'Empire khorezmien, Jalal prend contact avec le gouvernement géorgien en 1225 pour qu'il l'aide dans sa guerre contre les Mongols. Le ton change dès qu'il se fait proclamer souverain d’Azerbaïdjan, car, toujours en 1225, il envahit la Géorgie, bat à deux reprises l’armée géorgienne et occupe Tiflis. Il fait détruire les églises chrétiennes et saccage la ville en 1226. Ce conflit achève de détruire l'armée et la capacité défensive du royaume de Géorgie.
En 1231, le Grand Khan Ögedei donne l'ordre au général Chormaqan d'attaquer Jalal ad-Din avec trois tumens, soit 30 000 hommes, pour mettre fin à ces attaques. Affaibli par une défaite qu'il a subie en 1230 face à une coalition musulmane, Jalal s'enfuit en Anatolie, où il meurt la même année. Les Mongols ont alors les mains libres pour agir à leur guise. En effet, les dynasties du sud de la Perse, à Fars et Kerman se sont volontairement soumises aux Mongols et ont accepté de leur verser un tribut. À l’ouest, la mainmise des Mongols sur Hamadan et le reste de la Perse est renforcée par la victoire de Chormaqan. Bref, l’Empire mongol a subjugué la quasi-totalité de la Perse, à l’exclusion des bastions abbassides en Irak et des Ismaéliens, ainsi que la totalité de l’Afghanistan et du Cachemire.
Dès lors, les Mongols tournent leur attention vers la Géorgie et, en 1236, Chormaqan prend la tête d'une grande et puissante armée pour envahir le royaume et ses vassaux.
La plupart des nobles géorgiens et arméniens dont les domaines se trouvent dans les régions frontalières font leur soumission aux Mongols sans véritablement résister, ou se contentent de s'enfermer dans leurs châteaux, tandis que d’autres préfèrent fuir vers des zones plus sûres. La reine Rousoudan est obligée de partir de Tbilissi pour se replier sur Koutaïssi et nombreux sont ceux qui se réfugient dans la partie montagneuse du royaume. La Géorgie orientale, qui correspond à la partie non montagneuse, se retrouve, de fait, entre les mains de l’atabeg Avag Mkhargrdzeli et d'Egarslan Bakurtsikheli. Ces derniers font la paix avec les Mongols et décident de leur rendre hommage. Seul Iwane Djakeli-Tsikhisjvreli, le prince de Samtskhe, décide de résister aux Mongols ; mais ses terres sont tellement dévastées qu'il demande à la reine l'autorisation de se rendre. Rousoudan lui donne sa bénédiction et le prince rend les armes en 1238. Les armées mongoles choisissent de ne pas poursuivre la Reine de Géorgie, laissant l’ouest du pays relativement à l'abri des saccages. Dans une ultime tentative de résistance, Rousoudan tente d’obtenir le soutien du pape Grégoire IX, mais sans succès. Résignée, elle ouvre des pourparlers de paix avec les Mongols, l'atabeg Avag servant d'intermédiaire. Finalement, elle fait sa soumission en 1243 et la Géorgie reconnaît officiellement le grand Khan comme suzerain. Le royaume est obligé de payer un tribut annuel de 50 000 pièces d’or aux Mongols et de leur fournir des troupes si nécessaire.

## La Géorgie à l'heure mongole
Chormaqan divise la région de Transcaucasie en trois districts, ou dumans, basés sur une hiérarchie militaire. Il crée également la wilaya du Gurjistan, qui inclut la Géorgie et tout le Caucase du Sud. Les Mongols règnent indirectement sur ces deux territoires, par l'intermédiaire d'un monarque géorgien, dont l’accession au trône doit à chaque fois être confirmée par le grand Khan. La mort de Rousoudan en 1245 marque le début d'un interrègne, durant lequel les Mongols divisent le Caucase en huit tumens. La question de la succession de la reine défunte est particulièrement compliquée et les Mongols en tirent parti en divisant les nobles géorgiens en deux partis rivaux, dont chacun défend son propre candidat à la Couronne. Ces candidats sont David VII "Ulu", un fils illégitime de George IV, et son cousin David VI "Narin", le fils de Rousoudan. En 1245, un complot cherchant à mettre fin au règne mongol en Géorgie échoue. Güyük décide de mettre fin à l'interrègne en faisant de David VI le roi de la partie occidentale de la Géorgie et de David VII le roi de la partie orientale. Le système des dumans est aboli, mais les Mongols surveillent étroitement l’administration géorgienne afin de s’assurer que les taxes et les tributs sont payés régulièrement et que les Géorgiens fournissent des soldats pour les armées mongoles à chaque fois qu'on leur demande.
D'importants contingents géorgiens combattent aux côtés des Mongols lors des batailles d'Alamut (1256), Bagdad (1258) et Aïn Djalout (1260), entre autres. Ces combats se soldent par la mort de dizaines de milliers de soldats originaires de Géorgie et du Caucase en général. Cela laisse ces régions sans défense contre les forces mongoles dépêchées sur place pour réprimer le moindre signe de révolte. Ironie du sort, lors de la bataille de Köse Dağ (1243), où les Mongols écrasent le sultanat seldjoukide de Roum, au moins trois mille auxiliaires géorgiens combattent dans les rangs des Mongols, alors que le prince géorgien Shamadavle d’Akhaltsikhe fait partie des commandants de l’armée seldjoukide. Après cette bataille, le sultanat seldjoukide de Roum et l’empire de Trébizonde deviennent des vassaux des Mongols.
En 1256, la Géorgie devient un vassal de l'Ilkhanat, un empire mongol centré sur la Perse. En 1259-1260, des nobles géorgiens dirigés par David Narin se révoltent contre les Mongols et réussissent à séparer l’Iméréthie, soit grosso modo la Géorgie occidentale, de la Géorgie orientale contrôlée par les Mongols. David Ulu décide d'imiter son cousin et entre lui aussi en rébellion, mais il est vaincu près de Gori et doit une fois de plus se soumettre à l’Empire mongol. À partir de 1261, le Caucase devient le théâtre d’une série de conflits entre l'Ilkhanat et la Horde d'or un autre empire Mongol centré sur la basse Volga.
L’unité de la Géorgie est brisée ; les nobles sont encouragés par les Mongols à se soulever contre la Couronne, ce qui facilite le contrôle du pays par lesdits Mongols. En 1266, le prince Sargis Djakeli de Samtskhe devient un protégé et un client du khan Abaqa, devenant ainsi virtuellement indépendant de la couronne de Géorgie. Le roi Démétrius II de Géorgie (1259-1289), qui règne sur la Géorgie orientale, tente de redresser la situation en multipliant manœuvres et intrigues qui divisent les Ilkhans. Mais, lorsqu'il est soupçonné d’être impliqué dans un coup d’État avorté contre Arghoun Khan, il est obligé de se rendre et d'accepter d’être exécuté pour sauver la Géorgie d’une invasion. Après sa mort, le Royaume tombe dans une quasi anarchie. Alors que la Géorgie occidentale maintient difficilement son indépendance face à l'ilkhanat, la Géorgie orientale souffre du lourd tribut qu'elle doit verser et d'une instabilité politique. En matière religieuse les Mongols sont généralement tolérants, même si beaucoup d’églises et monastères ont été taxés. Un soulèvement est organisé par le roi David VIII (1292 † 1310). S'il résiste longtemps aux Mongols, il n'arrive pas à libérer la Géorgie et cette guerre provoque une série d’expéditions punitives dévastatrices. Un temps, les Mongols tentent de conserver le contrôle sur le pays en maintenant un climat de troubles civils, mais leur influence sur la Géorgie s'affaiblit progressivement avec le déclin puis la désintégration de l'Ilkhanat.

## Refondation et chute du royaume de Géorgie
La domination mongole dans le Caucase dure jusqu'à la fin de la décennie 1330 et la Grande-Arménie reste sous leur coupe de 1220 à 1344. Il y a une brève période de réunification et de renouveau du royaume sous Georges V "le brillant" (1299-1302, 1314-1346), un des fils de Démétrius II. Avec le soutien de Chupan, l'Émir de l’ulus (commandant de l'État) de l’Ilkhanat, George élimine ses opposants intérieurs qui jouissent alors d'une quasi-indépendance par rapport à l'État géorgien. En 1319, George et les Mongols répriment la rébellion de Qurumshi, le gouverneur mongol de la Géorgie,. Sans doute en raison des luttes internes entre les khanats mongols et les généraux ilkhanides, presque toutes les troupes mongoles présentes en Géorgie se retirent avant la fin des années 1320,. C'est à la même période que l’Ilkhan Abu Saïd Bahadur exempt Ani et les districts voisins de Géorgie de toute forme de taxe.
En l’an 1327, a lieu en Perse l'événement le plus spectaculaire du règne de l’Ilkhan Abu Saïd Bahadur, à savoir l'humiliation et l’exécution de Chupan, le ministre autrefois tout-puissant. C'est un coup dur pour George V, qui perd son protecteur à la Cour mongole. Mahmund, le fils de Chupan qui commande la garnison mongole en Géorgie, est arrêté par ses propres troupes et exécuté. Par la suite, Iqbal chah, le fils de Qutlugh chah, un des généraux de Chupan, est nommé gouverneur mongol de la Géorgie. En 1330-31 Georges V annexe l'Iméréthie et réunifie la Géorgie quatre ans avant la mort d'Abu Saïd Bahadu. En 1334, le poste de gouverneur de la Géorgie échoit à Shaykh Hasan de Jalayir sur ordre d'Abu Saïd Bahadur. Après la mort de ce dernier, l'ilkhanat sombre dans la guerre civile et se fragmente en Khanats rivaux.
Avant l'arrivée des Timourides, une grande partie de la Géorgie est toujours sous la coupe des dynasties mongoles des Jalayirides et des Chobanides. Les huit attaques que le conquérant turco-mongol Tamerlan lance contre la Géorgie entre 1386 et 1403 portent un grand coup au Royaume. Son unité est a nouveau brisée et en 1491 la Géorgie se désintègre en une multitude de petits royaumes et principautés, qui tout au long de la période moderne vont lutter pour maintenir leur indépendance face aux Ottomans et aux Séfévides, jusqu'à ce que la Géorgie soit finalement annexée par l’Empire russe en 1801.